# 유혜영 (배우)
유혜영(한국 한자: 兪惠暎, 1956년 2월 21일)은 대한민국의 배우이다.

## 가족
- 배우자 나한일

- 딸 나혜진

## 광고
- 1976년 스트랍레스브라 - 어깨끈
- 1986년 한국 코카-콜라 킨사이다
- 1989년 칸나앨범  (feat 나한일)
- 1993년 인디안 - 아내의 행복
- 1993년 소노지아 - 한달만의 외출

## 학력
- 신광여자고등학교 (졸업)

## 드라마
- 1989년 KBS2 수목드라마 《무풍지대》- 이영숙 역
- 2001년 KBS2 수목드라마 《명성황후》- 대비 역

## 영화
- 1985년 사슴 사냥
- 1985년 불의 화상
- 1986년 여자는 한 번 승부한다
- 1986년 물목
- 1987년 공중에 뜬 나의 맨발
- 1989년 빨간 여배우
- 1989년 미스 코뿔소 미스타 코란도
- 1990년 무
- 1991년 서울의 눈물
- 2013년 녹색의자 2013 - 러브 컨셉 츄얼리